# Jan Potoczek
Jan Potoczek (ur. 16 kwietnia 1857 w Rdziostowie, zm. 3 grudnia 1941 w Świniarsku) – pierwszy chłopski poseł do Rady Państwa w Wiedniu 1891-1907 i 1911-1914, współtwórca i sekretarz Związku Stronnictwa Chłopskiego (1893), poseł na Sejm Ustawodawczy RP 1919-1922 z ramienia Polskiego Zjednoczenia Ludowego, po secesji w sierpniu 1919 roku sekretarz Stronnictwa Katolicko-Ludowego.

## Życiorys
Był synem Błażeja i Marii z Płachtów, młodszym bratem Stanisława.  Ukończył w Nowym Sączu szkołę ludową, a następnie cztery klasy gimnazjum. Mieszkał w Świniarsku, gdzie posiadał własne gospodarstwo. Zbierał książki i zgromadził w Świniarsku dużą bibliotekę, interesował się archeologią. W latach 1890–1896 był członkiem Rady Powiatowej i zastępcą członka Wydziału Powiatowego w Nowym Sączu. W wyborach w 1891 został posłem do Rady Państwa w Wiedniu z IV (chłopskiej) Kurii w okręgu Nowy Sącz. Ten mandat poselski sprawował do r. 1907, a następnie w latach 1911–1914. Cały czas członkiem Koła Polskiego w Wiedniu. Zapoczątkował składanie dla swoich wyborców sprawozdań z posiedzeń Rady Państwa. Od 1891 był członkiem zarządu Towarzystwa Przyjaciół Oświaty we Lwowie. W maju i październiku 1918 głosował na posiedzeniu Koła Polskiego za przyłączeniem zaboru austriackiego do Polski. W wyborach do Sejmu Ustawodawczego w 1919 zdobył mandat w Limanowej (okręg nr 39). W Sejmie Ustawodawczym apelował o pomoc dla wsi, rozbudowę sieci szkół wiejskich, otoczenie opieką przez państwo średnich i większych gospodarstw chłopskich jako najbardziej dochodowych. W 1922 kandydował do Sejmu RP z listy nr 12, ale nie przeszedł w wyborach. Spisał swoje wspomnienia, które miał zamiar opublikować. Rękopis spłonął wraz z biblioteką Jana Potoczka w pożarze części Świniarska w czasie wojny w 1939. Pochowany został w Nowym Sączu w grobowcu rodzinnym na cmentarzu przy Kościele św. Heleny.